# Chukudu

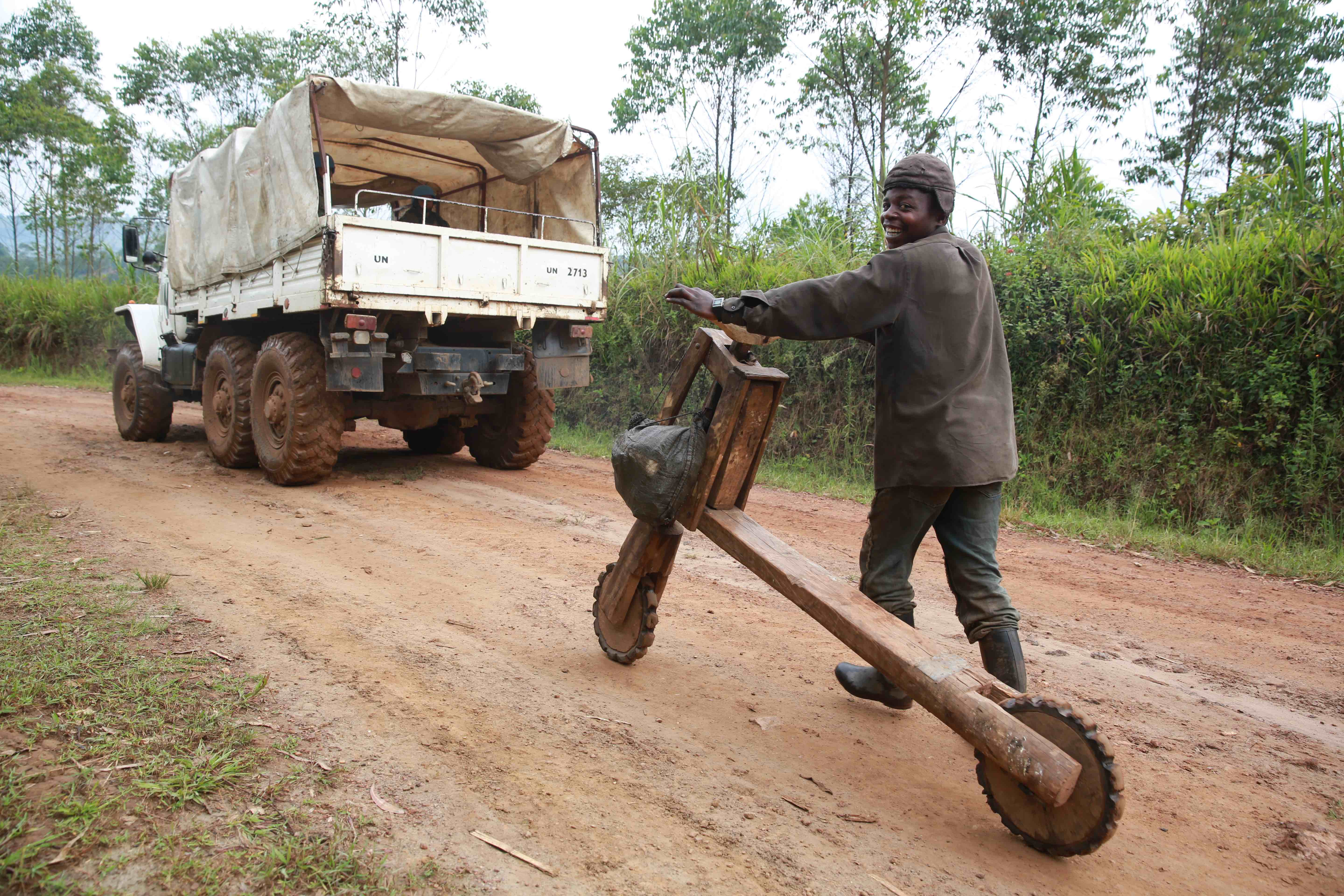
Hombre empujando un chukudu en Kivu del Norte.

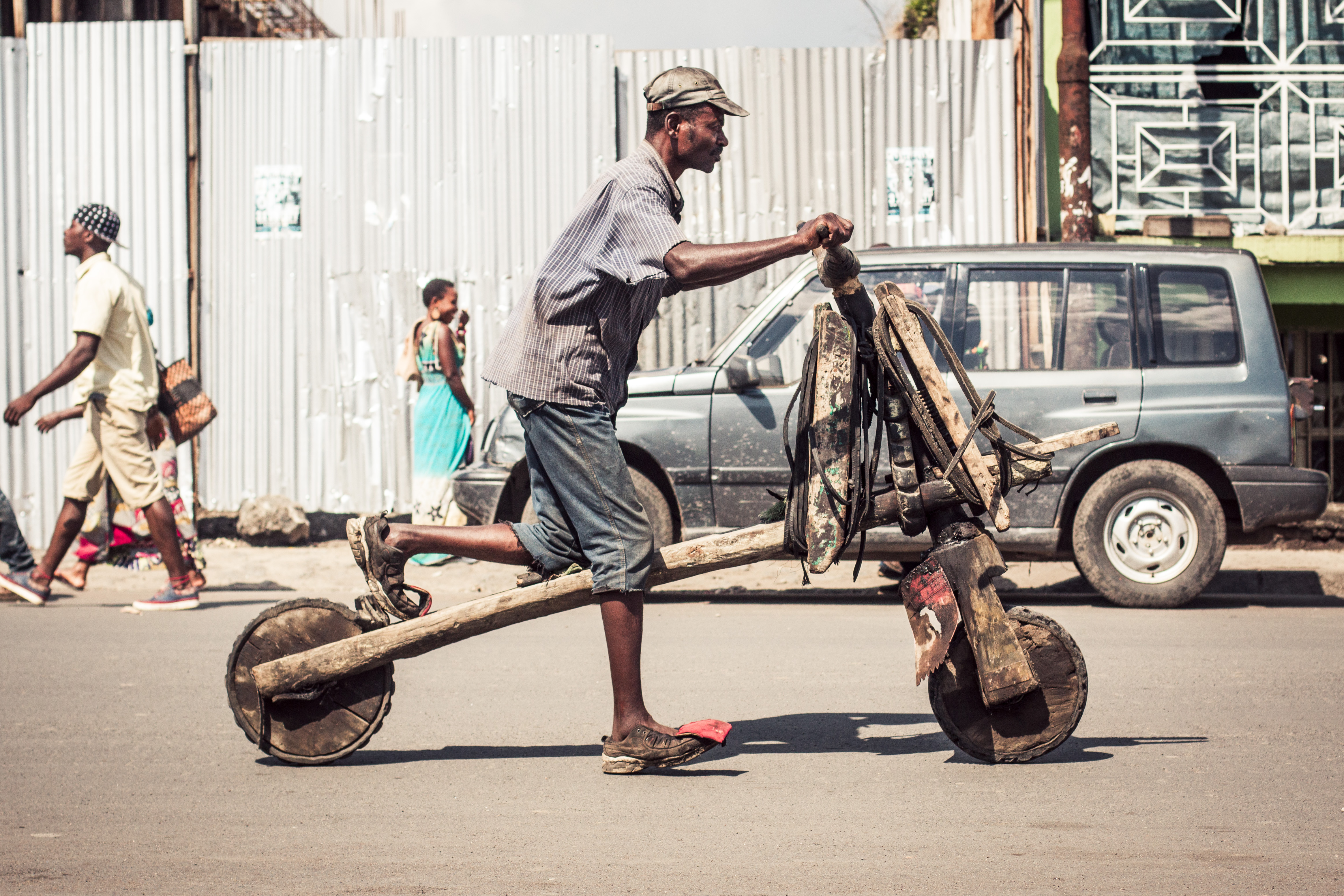
El chukudu es similar en diseño y manejo al patinete, pero con una inclinación más angular y una almohadilla o descanso para la rodilla.

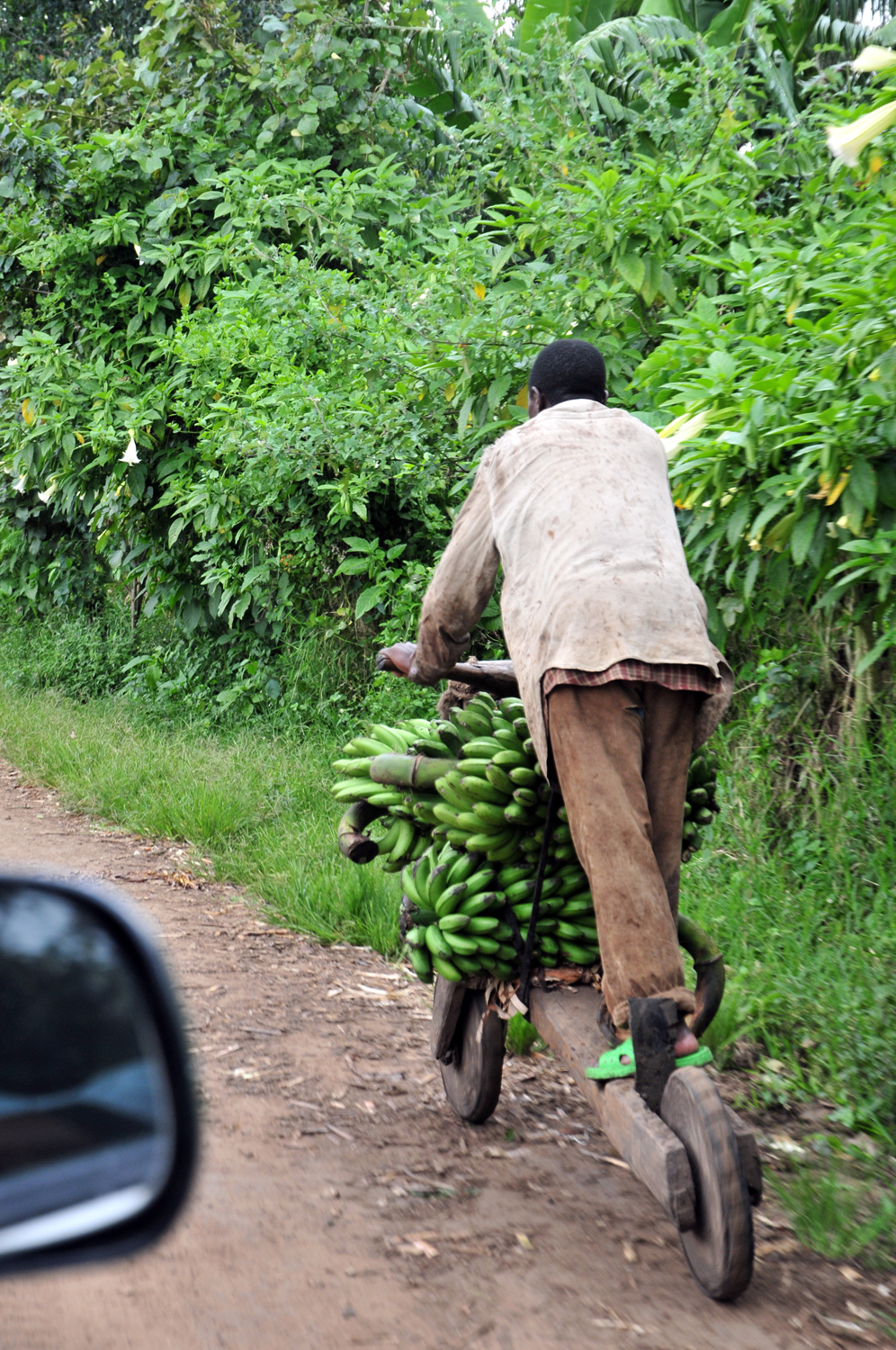
Transporte de plátanos en chukudu en Kivu del Norte.

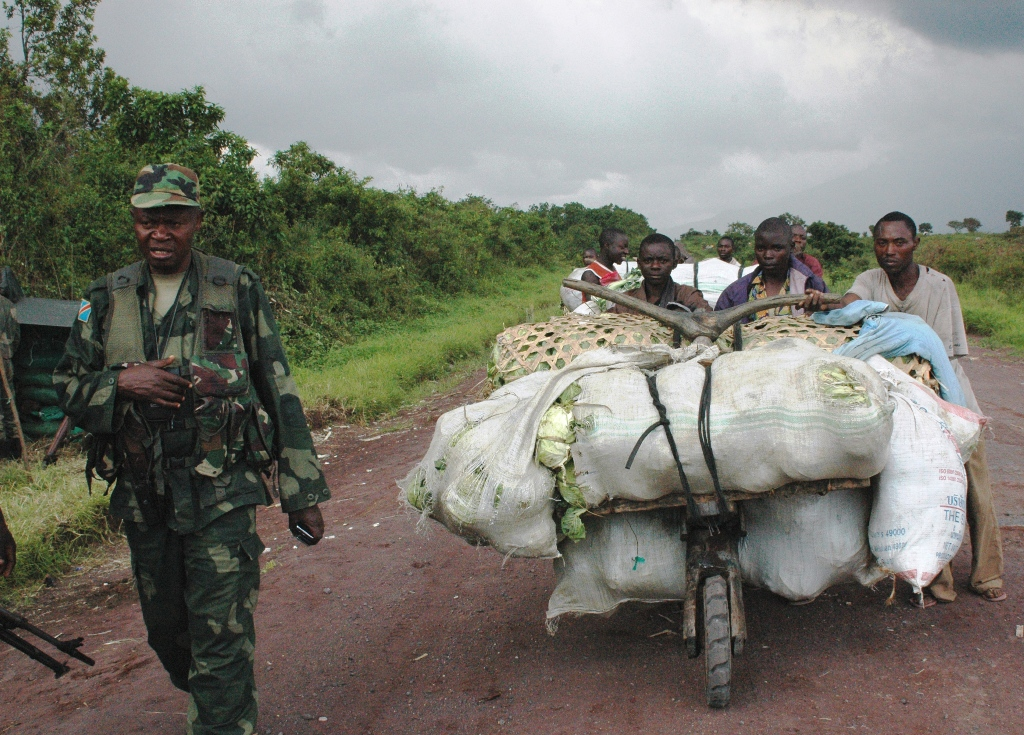
Transporte de productos frescos en un retén militar en Goma.

Chukudu (o chikudu, cbokoudou, tshukudu) es un vehículo de dos ruedas y fabricación manual usado en el oriente de la República Democrática del Congo. Se fabrica con madera y es empleado para transporte de mercancías.

## Diseño
El chukudu es similar en diseño y manejo al patinete, aunque su cuerpo principal o base generalmente tiene una inclinación angular y no horizontal.
Como el patinete, el chukudu cuenta con un manubrio y dos ruedas pequeñas (que generalmente son solo de madera o de madera cubierta de hule, y están) dispuestas en línea (una enfrente y la otra atrás). No obstante, a diferencia del patinete, este vehículo cuenta con una almohadilla o descanso para que el conductor coloque la rodilla mientras impulsa el vehículo con su pierna libre (tal y como se haría en el patinete).
Al avanzar sobre una pendiente descendente, el conductor puede poner ambos pies sobre el cuerpo o base del chukudu como lo haría alguien sobre un patinete o un monopatín. En un terreno plano, el conductor puede poner la rodilla sobre la base del chukudu gracias a su inclinación, e impulsar el vehículo con su otra pierna como lo haría alguien sobre un patinete ortopédico para rodillas o tobillos.
También es común añadir guardabarros de hule y resortes para usar como amortiguadores.

## Historia
Los primeros chukudu aparecieron en la década de 1970 en Kivu del Norte, durante crisis económicas bajo el gobierno de Mobutu Sese Seko.
Para 2008, un chukudu se vendía por unos 100 dólares, con un costo aproximado de 60 dólares por los materiales.
Para 2014, el rango de precios de un chukudu oscilaba entre 50 y 100 dólares estadounidenses, y el uso de este vehículo podía generar ganancias de hasta 10 dólares por día incluso en áreas donde la mayoría de las personas viven con 2 dólares diarios. Otra estimación también de 2014, colocaba el precio en 150 dólares, costo que un conductor podría pagar en alrededor de 6 meses de obtener ganancias de entre 10 y 20 dólares diarios.

## Construcción
En Goma, donde se dice que los chukudus son la «columna del sistema de transporte local», estos vehículos se fabrican de maderas resistentes, como eucalipto; y restos de neumáticos para cubrir las ruedas. La fabricación de estos chukudus toma de 1 a 3 días, y tienen una vida útil de 2 a 3 años. El tamaño más común es de alrededor de 2 metros de largo, y tiene una capacidad de carga de hasta 450 kilos. No obstante, los chukudus más grandes o resistentes pueden llevar hasta 800 kilos.
Por su parte, un chukudu pequeño puede tomar unas 3 horas en su fabricación si se usa madera estandarizada para construcción y materiales disponibles en ferreterías locales.
El chukudu también se puede personalizar o detallar para cargar distintos tipos de productos. Por ejemplo, para llevar leña, algunos chukudus pueden contar con huecos en el cuerpo o base del vehículo útiles para acomodar los trozos de madera. Otros pueden tener integradas canastas amplias para productos varios.